# Бейб Захаріас
Мілдред Елла «Бейб» Дідріксон Захаріас (26 червня 1911, Порт-Артур, Техас — 27 вересня 1956, Ґалвестон, Техас) — американська легкоатлетка і гольфістка, дворазова чемпіонка і призерка літніх Олімпійських ігор, переможниця 41 турніру LPGA Туру.

## Ранні роки життя
Мілфред Елла Дідріксен народилася 26 червня 1911 року в місті Порт-Артур, Техас в сім'ї норвезьких іммігрантів. Коли їй було 4 роки, ураган зруйнував передмістя її міста, тому сім'я переїхала в Бомонт, Техас.
Подорослішавши, змінила прізвище на Дідріксон. За спортивні успіхи у школі отримала прізвисько «Бейб» в честь бейсболіста Бейба Рута. 23 грудня 1938 року одружилася з американським професійним реслером грецького походження Джорджем Захаріасом і взяла його прізвище. З тих пір стала відома як Бейб Захаріас.